# 大杨乡
大杨乡，是中华人民共和国安徽省宿州市泗县下辖的一个乡镇级行政单位。

## 行政区划
大杨乡下辖以下地区：
杨集村、时圩村、高集村、赵集村、三时村、小丁村、李庙村、曹安村、吴集村和马宅村。